# Мутамбиква, Генри
Генри Тондерай Мутамбиква (англ. Henry Tonderai Mutambikwa; 3 июня 1976) — зимбабвийский футболист.

## Биография

### Клубная карьера
Выступал за клубы «КАПС Юнайтед» и «Дайнамоз», оба из города Хараре. В 1997 году вместе с «Динамосом» стал чемпионом Зимбабве. В 2001 году попал в польский «Свит» из Новы-Двур-Мазовецки. В июле 2001 года перешёл во львовские «Карпаты». Сыграл 1 матч в чемпионате Украины 15 июля 2001 года против запорожского «Металлурга» (2:1), Мутамбиква вышел на 83 минуте вместо Эдварда Аньямке. В команде пробыл недолго, после играл за польский «Сталь» (Жешув) и малавийский «МТЛ Уондерерс».

### Карьера в сборной
Являлся кандидатом в национальную сборную Зимбабве.

## Достижения
- Чемпион Зимбабве (1): 1997